# Entledigande
Entledigande är en term som används när någon statsanställd blir avsatt från sin tjänst. Personen i fråga kan själv ha begärt att bli entledigad, men det kan också vara ett beslut från arbetsgivaren. Termen är vanlig i politiska verksamheter.
Termen entledigad förekommer i Sverige bland annat i lagen (1971:289) om allmänna förvaltningsdomstolar § 21, om entledigande av nämndemän. I lagen 1994:260 om offentligt anställda talas istället om att anställningen upphör genom uppsägning och avsked.